# Roger Protz

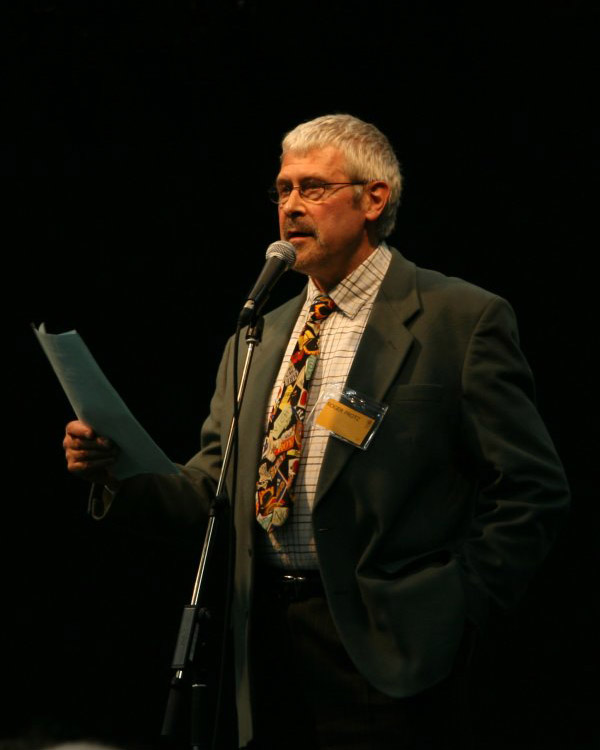
Roger Protz

Roger Protz (* 1939) ist ein britischer Journalist und Autor.

## Leben
Nachdem Protz Mitglied der Jugend-Sektion der britischen Labour Party geworden war, übernahm er deren Zeitung New Advance. Als Labour-Party-Mitglied engagierte er sich auch in der Socialist Labour League (SLL). Während der 1960er Jahre arbeitete er als Redakteur der in London erscheinenden Zeitung Evening Standard.
1961 wechselte er von New Advance zum Blatt der SLL-Jugendorganisation Keep Left. 1964 wurde er Herausgeber des Militant, dem Vereinsblatt der trotzkistischen Gruppe Militant Tendency und 1968 bis 1974 von Socialist Worker.
1976 wurde Protz Mitglied der Campaign for Real Ale (CAMRA); seitdem schrieb er eine Reihe Bücher über Bier, Brauereien und Pubs. Von 1978 bis 1983 war er der Herausgeber von CAMRA's Good Beer Guide und auch von allen Editionen seit 2000. Er hat allerdings bereits angekündigt, dass er diese Tätigkeit nur bis 2018 fortführen wird. Neben diesen Bucheditionen schreibt Protz regelmäßige Kolumnen für Publican's Morning Advertiser, eine monatliche Kolumne für What's Brewing und außerdem Beiträge zu Beers of the World und All About Beer. Bis 2006 schrieb er auch regelmäßig zu Bierthemen im The Guardian. 2007 lektorierte er ein Werk zur Geschichte des Bieres am Smithsonian Institution.
1988 gründete Protz die British Guild of Beer Writers, deren Vorsitzender er von 2000 bis 2003 war.

## Schriften (Auswahl)
- The Complete Guide to World Beer. 2004, ISBN 1-84442-865-6
- Classic Stout and Porter. 1997, ISBN 1-85375-220-7
- The Ultimate Encyclopedia of Beer. 1995, ISBN 1-86309-142-4
- 300 Beers to Try Before You Die. 2005, ISBN 978-1-85249-273-1
- 300 More Beers to Try Before You Die. 2013, ISBN 978-1-85249-295-3